# Casa Laporta (Girona)
La Casa Laporta és un edifici del municipi de Girona que forma part de l'Inventari del Patrimoni Arquitectònic de Catalunya.

## Descripció
És un edifici format per dues parts, una del costat de la Pia Almoina de Girona, i l'altra pel costat de la pujada de la Catedral. Aquesta és de dos cossos, un de cantoner entre el carrer Cúndaro i la pujada de la Catedral, en punxa i on hi ha l'accés mitjançant una porta de llinda planera. És de planta baixa i dos pisos i de composició lliure, funcional. La porta dona a un àmbit que distribueix vers el pati penjat damunt les escales de la Pera, i per mitjà d'escales, a les plantes superiors. El pati té un terrat superior, de barana ceràmica de balustres. Les façanes interiors segueixen la composició exterior.

## Història
Vers el 1245 hi havia un nucli de cases entre 11 jueus que anaven des de la Pia Almoina fins a la Pabordia. El 1432 pertanyia a Jaume Fages. El 1535 la compra el Capítol de la Catedral de Girona per a cedir-la al beneficiat de Sant Iu, però no se li cedeix. El 1530 es creen les escales de la Pera. Vers el 1700 hi ha gestions d'enderroc del pont d'unió entre les dues cases (la Laporta i la núm. 3). Per l'atac de les forces de Felip V, l'edifici resta molt malmès. El 1970 la compra l'actual habitant, Marcel·lí Laporta i Garriga. Actualment ha estat restaurada, igual que la número 3 del carrer Cúndaro (sota el pont).